# Angélique D'Hannetaire
Angélique D'Hannetaire, född 1749, död 1822, var en franskspråkig skådespelare. 
Hon tillhörde de mer betydande scenkonstnärerna vid  Österrikiska Nederländernas huvudscen La Monnaie i Bryssel mellan 1766 och 1775. Hon var dotter till teaterdirektören D'Hannetaire (egentligt namn Jean-Nicolas Servandoni). Hon blev tillsammans med sin syster Eugénie D'Hannetaire och kusin Rosalide D'Hannetaire i Bryssel kallad för de tre gracerna.